# Cantó d'Auray
El cantó d'Auray (bretó Kanton An Alre) és una divisió administrativa francesa situat al departament d'Ar Mor-Bihan a la regió de Bretanya.

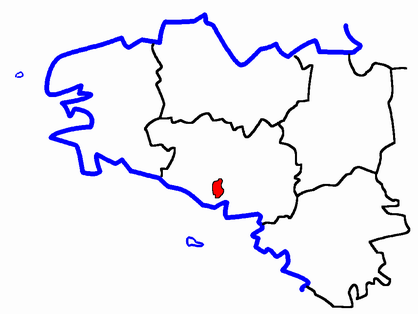
Situació del cantó

## Composició
El cantó aplega 7 comunes :
| Nom francès         | Nom bretó         | Població | km²    | Codi Postal | Codi INSEE |
| Auray               | An Alre           | 10.911   | 6,91   | 56400       | 56007      |
| Le Bono             | An Bonoù          | 1.859    | 5,96   | 56400       | 56262      |
| Crac'h              | Krac'h            | 3.030    | 30,54  | 56950       | 56046      |
| Locmariaquer        | Lokmaria-Kaer     | 1.367    | 10,99  | 56740       | 56116      |
| Plougoumelen        | Plougouvelen      | 1.762    | 21,30  | 56400       | 56167      |
| Plumergat           | Pluvergad         | 2.597    | 41,94  | 56400       | 56175      |
| Pluneret            | Plunered          | 3.714    | 26,20  | 56400       | 56176      |
| Sainte-Anne-d'Auray | Santez-Anna-Wened | 1.844    | 4,97   | 56400       | 56263      |
| Saint-Philibert     | Sant-Filberzh     | 1.258    | 7,05   | 56470       | 56233      |
| Cantó               | An Alre           | 28.342   | 155,86 | -           | 5602       |

## Evolució demogràfica
| 1962   | 1968   | 1975   | 1982   | 1990   | 1999   |
| ------ | ------ | ------ | ------ | ------ | ------ |
| 19.190 | 19.577 | 22.393 | 23.851 | 26.146 | 28.342 |

## Història
| Data d'elecció                           | Identitat       | Partit        | Qualitat |
| ---------------------------------------- | --------------- | ------------- | -------- |
| 1964-1970                                | Pierre Dugor    | Divers droite |          |
| 1970-1994                                | Pierre Orain    | Divers droite |          |
| 1994-2008                                | Michel Naël     | Divers droite |          |
| 2008-                                    | Philippe Le Ray | Divers droite |          |
| les dades anteriors no són pas conegudes |                 |               |          |
|                                          |                 |               |          |